# Nada Surf
I Nada Surf sono un gruppo alternative rock/indie rock statunitense formatosi nel 1992 a New York. Componenti della band sono Matthew Caws (chitarra, voce), Ira Elliot (batteria, cori) e Daniel Lorça (basso, voce).

## Storia del gruppo
Daniel Lorça, di origini spagnole, figlio di un diplomatico e Matthew Caws, figlio di due professori universitari, dopo essersi conosciuti da piccoli, si rincontrano a New York al Lycée Français, dove studiano in francese e fondano, con un professore, Pascal Thouron, la loro prima band, i Cost of Living.
I Cost of Living, che vedono alternarsi alla voce Matthew e Marcelo Romero, tra vari cambi di line up registrano due dischi, Day of some lord (1986) e Comic Book Page (1989). La loro carriera si chiude nel 1990 dopo aver suonato in locali come il CBGB e aver registrato il video per la canzone "I needed you", passato anche su MTV 120 minutes.
Dopo vari pellegrinaggi per il mondo, Daniel ritorna a New York e ritorna a suonare con Matthew. Dopo aver suonato con un ragazzo di nome Dan, nel 1994, con Aaron Conte alla batteria, registrano il loro primo singolo, un EP in vinile limitato a 1 000 copie, The plan/Telescope, in cui verrà anche citato il loro primo batterista. Con questa formazione registrano anche il demo Tafkans.  L'anno dopo, per la Deep Elm esce Deeper Well, ancora in vinile e ancora limitato a 1000 copie.  Dalle stesse sessioni di The Plan, Deeper Well e Tafkans, viene fuori anche l'ultimo EP con Aaron Conte, Karmic, uscito per la No.6 Records, una sussidiaria della Elektra.
Aaron lascia la band a gennaio del 1996 e dietro le pelli arriva Ira Elliot, già batterista negli anni '80 dei Fuzztones di Rudi Protrudi e da quel momento la formazione non cambierà più. Durante i concerti di supporto all'EP Matthew incontra al Knitting Factory di New York Ric Ocasek dei Cars e gli passa una cassetta di Tafkans. Forte del successo del debutto dei Weezer, da lui prodotto, Ric fiuta la possibilità di replica e qualche giorno dopo propone alla band di registrare il loro disco di debutto, proponendoli alla Elektra e alla Maverick, etichetta di Madonna.
Da quelle session nasce High/Low, registrato in 19 giorni, uscito nell'estate del 1996 per la Elektra. Un successo clamoroso bacia la band grazie al singolo Popular ed al relativo videoclip. Il testo della canzone è una forte critica ai teenager americani ed in generale alla società dell'apparire e non dell'essere. Ma un po' come successe a Born in the U.S.A. di Bruce Springsteen le parole vengono totalmente travisate e da canzone di critica sociale diventa esattamente la colonna sonora dell'estate delle persone che la canzone si proponeva di ridicolizzare.
La band, in ogni caso, parte in un lungo tour che li porterà in Europa e in America. Escono altri 3 singoli, Treehouse, una riedizione di Deeper Well e Zen Brain per l'occasione ricantata in Francese.
Proprio gli studi liceali, e quindi la facilità con cui Matthew e Daniel si esprimono nella lingua transalpina, fanno sì che in Francia si crei un grosso e fedelissimo seguito per la band.
Il successivo album, The Proximity Effect, uscito nel 1998, non riesce a replicare i risultati del precedente lavoro, per lo meno dal punto di vista commerciale. L'album non venne infatti nemmeno pubblicato negli Stati Uniti a causa di rimostranze da parte dell'Elektra Records, l'etichetta che li aveva sotto contratto all'epoca, che lamentava una carenza di "possibili singoli" nel disco e li rispedisce in studio a registrare cover (tra le quali Black & White dei The dBs o Why are you so mean to me dei Vitreus Humor)e li prega di includere una versione acustica di Popular. Nonostante questo l'album viene regolarmente pubblicato sul mercato europeo, dove ottenne un buon riscontro da parte della critica e discrete vendite, soprattutto in Francia, dove pianificano un tour di 30 date. Con questo disco suonano per la prima volta in Italia a Milano, al Rolling Stone, il 17 novembre 1998.
Soprattutto a causa del flop negli Stati Uniti e delle battaglie legali, inizia un periodo di crisi per la band. Solo nel 2000 il gruppo riesce a far uscire The Proximity Effect nel loro paese, dopo aver fondato una propria etichetta, la MarDev Records dal nome della nonna materna di Matthew Margaret Devereux Lippitt, figlia del pittore Margaret Walthour Lippitt. L'etichetta, al momento, risulta inattiva.
Dopo una pausa durata quattro anni i Nada Surf si affacciano timidamente al mercato con Let Go nel 2002 su etichetta Labels, una sussidiaria della Virgin in Europa e per la Barsuk Records negli Stati Uniti. Soprattutto l'affetto del pubblico francese (ricompensato anche da La pour ça, canzone in francese cantata da Daniel) decreta il successo di questo disco pop rock. Le recensioni sono tutte estremamente positive, vengono estratti 3 singoli con relativi video ("The Way you wear your Head", "Inside of Love" e "High-Speed Soul") e tra questi "Inside of Love" raggiunge la posizione 73 nella classifica dei singoli più venduti nel Regno Unito.
La band rimane in tour quasi due anni, girando l'Europa e gli Stati Uniti, dove, anche grazie al lavoro della loro nuova etichetta, il pubblico sembra tornare, anche se non ai livelli di metà anni '90, ad accorgersi di loro. Durante il tour sono ospiti in trasmissioni televisive e radiofoniche e registrano varie cover, tra cui "There is a light that never goes out" degli Smiths e "L'Aventurier" del gruppo electropop francese Indochine. Questo pezzo inizia ad essere trasmesso dalle radio e piace così tanto da uscire come singolo e da permettere la ripubblicazione di Let Go, sul mercato francese, con l'aggiunta di questo pezzo. Nello stesso periodo la Labels, su autorizzazione della band, ripubblica The Proximity Effect.
A questo punto, la band inizia le session per il nuovo disco e si chiude presso lo studio di John Vanderslice, il Tiny Telephone a San Francisco. Nel frattempo in Francia esce un DVD e un cd live di due diversi concerti. Il DVD è registrato al festival Eurockéennes de Belfort il 6 luglio 2003, mentre il cd a Bruxelles, il 31 marzo 2003. Entrambe le uscite sembrano essere state pubblicate frettolosamente per sfruttare l'onda positiva, più che per dare un buon prodotto al mercato. Il DVD non presenta bonus e dura meno di un'ora, il CD non è sicuramente tra i migliori concerti del tour, a detta della stessa band.
Il rilancio della band in USA passa anche dalla cover del brano If You Leave degli Orchestral Manoeuvres in the Dark, che viene realizzata dai Nada Surf appositamente per la colonna sonora del telefilm The O.C.. La canzone viene inserita anche nella compilation Music from the OC: Mix 2.
Il quarto album della band,The Weight Is a Gift, esce in Germania il 5 settembre 2005 su etichetta City Slang, il 12/13 settembre in Giappone, Australia e Stati Uniti su etichetta Barsuk e il 19 settembre nel resto d'Europa su etichetta V2/City Slang. Il lavoro è stato prodotto da Chris Walla dei Death Cab for Cutie, Louie Lino, e dai Nada Surf stessi. È un disco che, nelle interviste, Matthew dichiara provenire da un periodo difficile per sé stesso, senza, però, voler confidare ai giornalisti cosa lo abbia spinto a scrivere i testi più tristi della storia della band. Nonostante i testi abbastanza "forti" i pezzi risultano sempre orecchiabili ma non necessariamente ruffiani.
In concomitanza con l'uscita dell'album viene pubblicato il singolo "Always Love" e un video girato a Tallinn in Estonia. Il gruppo riprende a suonare in Europa e Stati Uniti con la stessa intensità del disco precedente. Il responso, come per il tour del disco precedente, è ottimo. Ad Aprile del 2006 esce il secondo singolo, Blankest Year, accompagnato da un video in cui l'ombra di un personaggio si muove su ambienti reali.
Il tour dura circa un anno e mezzo e la band, che alla vigilia dell'uscita di "The Weight Is a Gift", dichiarava di avere materiale pronto per praticamente un altro disco, ritorna a lavorare sui nuovi pezzi.
Nell'estate del 2007, per la Hi-Speed Soul Records viene pubblicato Karmic in cd e vinile, con Pressure Free come bonus track.
Il 12 ottobre 2007, tramite il loro sito Myspace ufficiale, il gruppo annuncia l'uscita del nuovo disco Lucky per febbraio 2008 e posta un nuovo pezzo, "See These Bones", scaricabile gratuitamente. Lucky è stato registrato a Seattle a marzo ed agosto 2007, presso i Robert Lang Studios sotto la direzione artistica di John Goodmanson, che ha lavorato in passato con Death Cab for Cutie, Sleater-Kinney e Blonde Redhead.

## Discografia
Album in studio
- 1996 - High/Low
- 1998 - The Proximity Effect
- 2002 - Let Go
- 2005 - The Weight Is a Gift
- 2008 - Lucky
- 2010 - If I Had a Hi-Fi
- 2012 - The Stars Are Indifferent to Astronomy
- 2016 - You Know Who You Are
- 2020 - Never Not Together
- 2024 - Moon Mirror

EP
- 2007 - Karmic

DVD
- 2004 - Live at Eurockéennes de Belfort

Live
- 2004 - Live in Brussels

Compilation
- 1999 - North 6th Street